# Mariánský sloup (Ostružno)
Sloup se sochou Panny Marie Immaculaty se nalézá ve středu obce Ostružno v okrese Jičín u kostela Povýšení svatého Kříže (Ostružno).

## Popis
Pískovcové sousoší Panny Marie Immaculaty se nalézá v centru obce Ostružno, na křižovatce u kostela. Na hranolovém soklu ve čtvercové balustrádové ohrádce je pilíř s reliéfy světců ve vyhloubených nikách, zakončený římsou, na níž socha Panny Marie Immaculaty stojí na zeměkouli obepjaté hadem. Sousoší pochází z roku 1877.

## Galerie

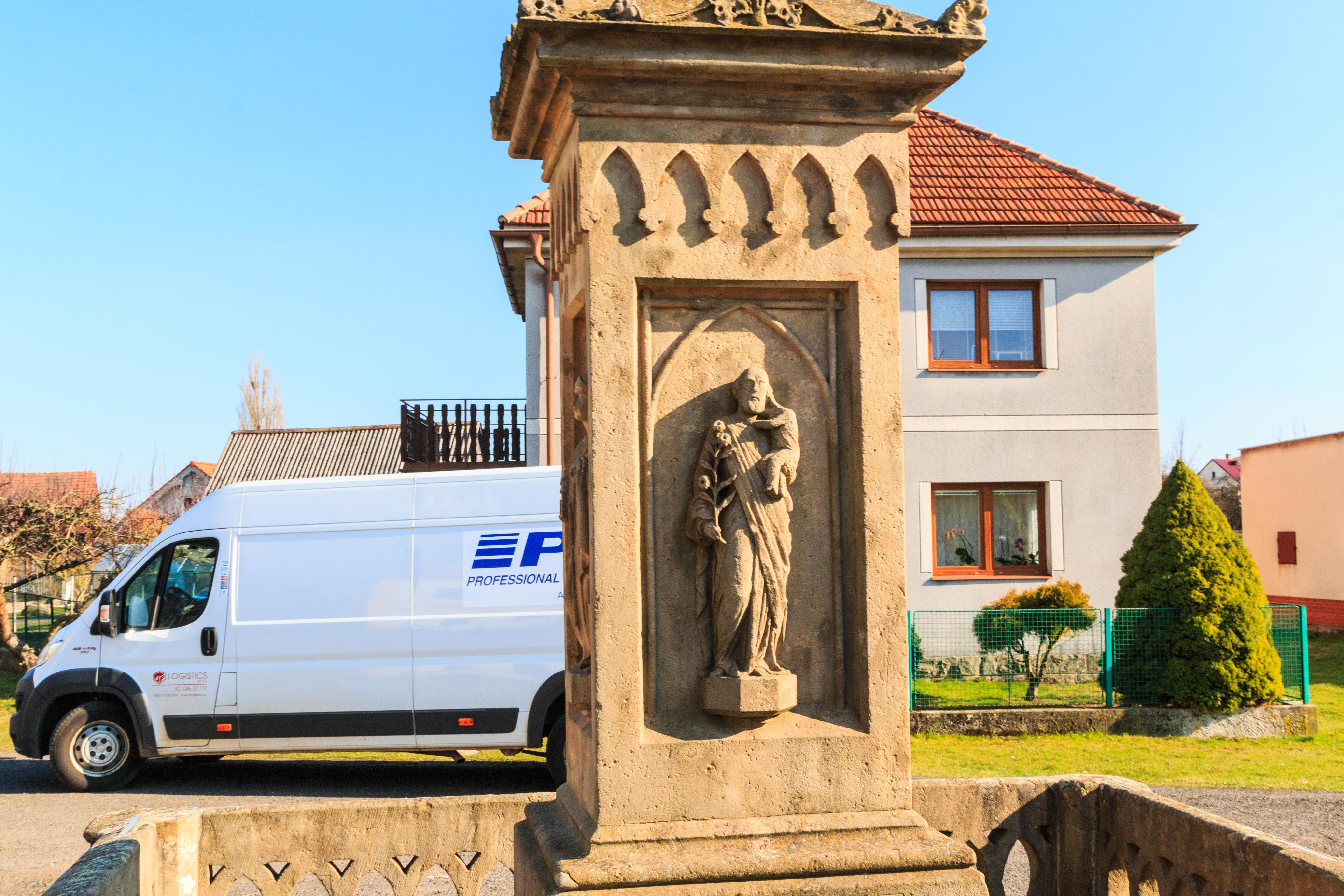
Sloup se sochou Panny Marie v Ostružně – detail
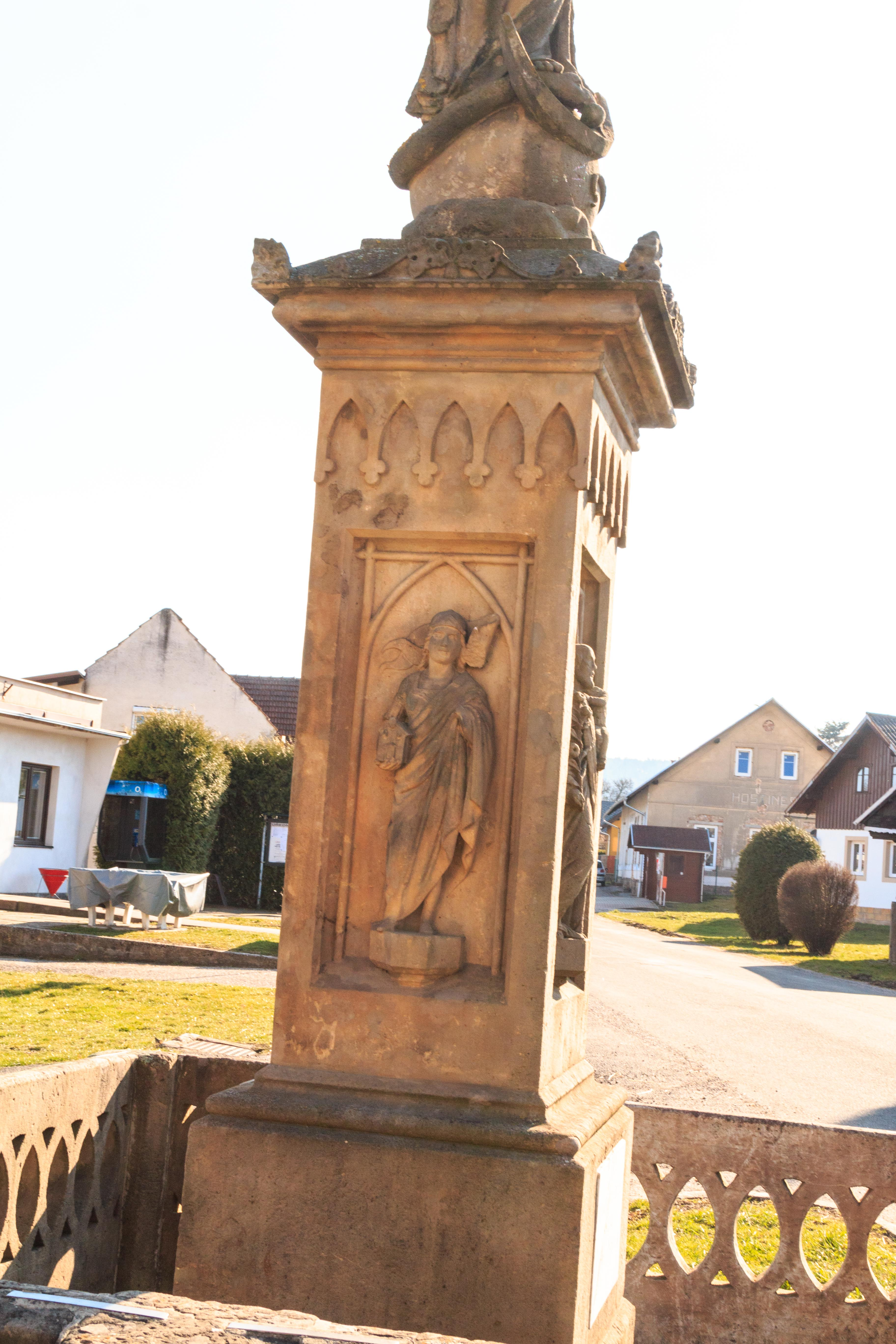
Sloup se sochou Panny Marie v Ostružně – detail
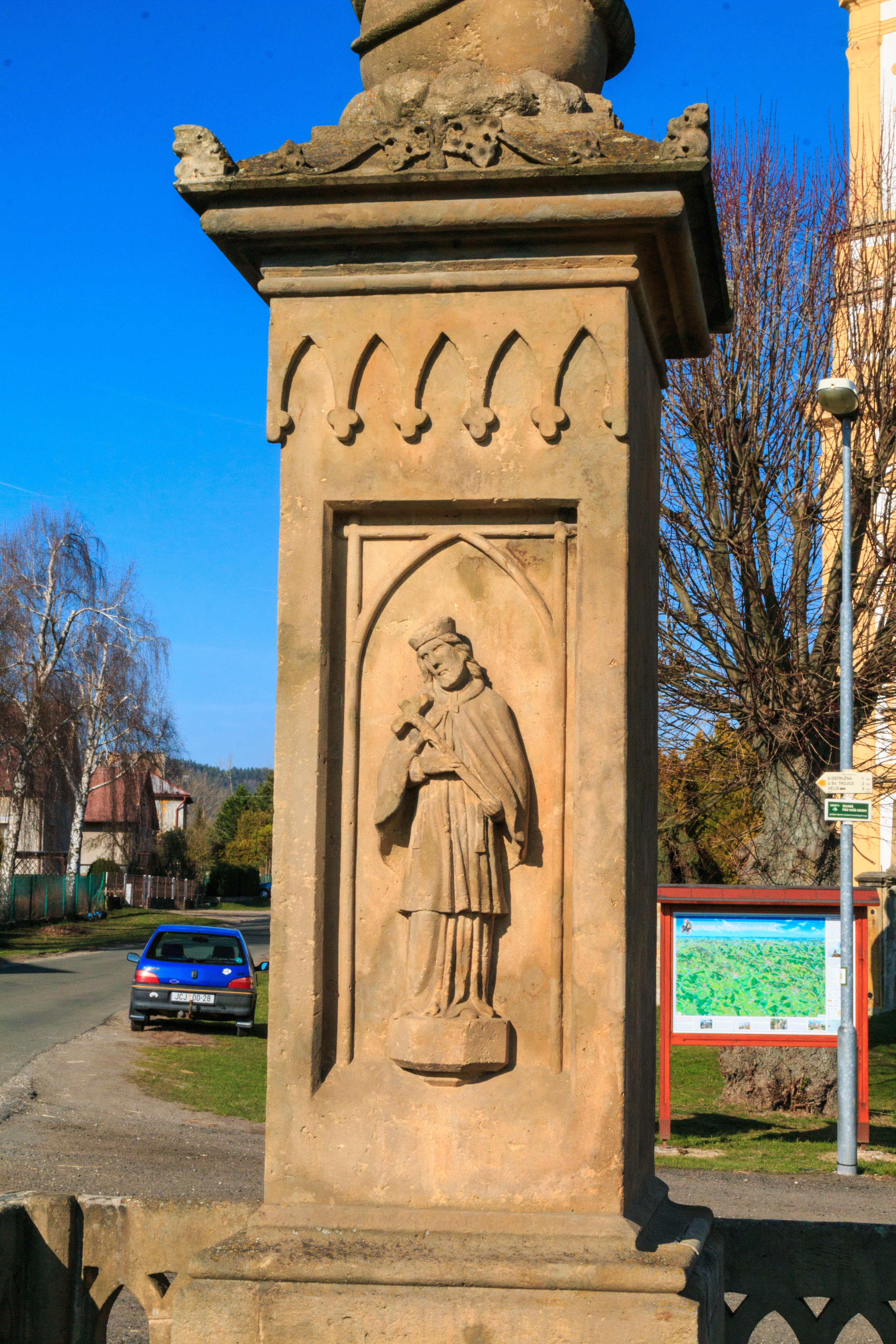
Sloup se sochou Panny Marie v Ostružně – detail